# Barzaneh
Barzaneh (persiska: برزنه, پرزنه) är en ort i Iran.   Den ligger i provinsen Nordkhorasan, i den nordöstra delen av landet, 500 km öster om huvudstaden Teheran. Barzaneh ligger 1 423 meter över havet och antalet invånare är 242.
Terrängen runt Barzaneh är varierad. Runt Barzaneh är det ganska glesbefolkat, med 27 invånare per kvadratkilometer. Närmaste större samhälle är Chahār Chūbeh, 2,8 km öster om Barzaneh. Omgivningarna runt Barzaneh är i huvudsak ett öppet busklandskap.